# Anika Horvat
Ana Anika Horvat, slovenska pevka zabavne glasbe in optičarka, * 24. maj 1977, Koper
Velja za eno najuspešnejših slovenskih pevk na slovenskih festivalih; preboj v karieri je pomenila zmaga na festivalu Melodije morja in sonca leta 1996 s skladbo Lahko noč, Piran, kasneje pa je dvakrat zmagala tudi na Slovenski popevki.

## Zasebno življenje
Po izobrazbi je optičarka. Dela v prodajalni očal, ki jo vodita s sestro.
Ima hčer Stello (*2014) in sina Devina (*2020).

## Festivali

### Melodije morja in sonca
- 1993: Moj prvi fant (Marino Legovič/Dušan Velkaverh/Marino Legovič)
- 1995: Plima (Marino Legovič/Drago Mislej/Marino Legovič) - 2. nagrada občinstva
- 1996: Lahko noč, Piran (Marino Legovič/Drago Mislej/Marino Legovič) - 1. nagrada občinstva, nagrada strokovne žirije za najboljše besedilo
- 1997: To je vse, kar imam (Marino Legovič/Drago Mislej/Marino Legovič) (s Portoroškim zborom)
- 2017: Ruleta (Marino Legovič/Leon Oblak/Benjamin Vukovič) - nagrada strokovne žirije za najboljše besedilo, 2. mesto (34 točk)
- 2022: Do roba in še čez (Aleš Klinar/Leon Oblak/Aleš Klinar) - nagrada strokovne žirije za najboljšo skladbo v celoti, velika nagrada (s Tinkaro Kovač)

### Slovenska popevka

#### Slovenska popevka
- 1998: Nočem (Janez Hace - Janez Zmazek - Primož Grašič) - 7. mesto (837 telefonskih glasov)
- 2005: Nihče ne ve (Ferry Horvat - Drago Mislej - Lojze Krajnčan) - nagrada strokovne žirije za najboljše besedilo, nagrada strokovne žirije za najboljši aranžma, 2. mesto (2.329 telefonskih glasov)
- 2006: Belo nebo (Patrik Greblo - Damjana Kenda Hussu - Patrik Greblo) - nagrada strokovne žirije za najboljšo skladbo v celoti, nagrada strokovne žirije za najboljši aranžma
- 2009: Samo ti (Rudi Bučar - Rudi Bučar - Jaka Pucihar) - nagrada strokovne žirije za najboljšo skladbo v celoti, nagrada strokovne žirije za najboljšo interpretacijo, 4. mesto (1.019 telefonskih glasov)
- 2011: In situ (Marino Legovič - Damjana Kenda Hussu - Gregor Forjanič) - nagrada strokovne žirije za najboljšo interpretacijo, 8. mesto
- 2012: Naravno (Tomislav Jovanovič Tokac - Tomislav Jovanovič Tokac - Jaka Pucihar) - 14. mesto

##### Popevka
- 2016: Po zimi (Domen Gracej - Drago Mislej Mef - Anže Rozman) (s Tinkaro Kovač)
- 2023: Na polno (Patrik Greblo/Leon Oblak/Anika Horvat, Benjamin Vukovič, Patrik Greblo) - 4. mesto (138 glasov)

##### Poprock
- 2017: Dihanje (Ashley Hicklin, Elske DeWall, Rupert Blackman - Leon Oblak - Ashley Hicklin, Rupert Blackman)

### EMA
- 2002: Če ni ljubezni (Matjaž Zupan - Matjaž Zupan - Matjaž Zupan)
- 2005: Kje si (Marino Legovič - Damjana Hussu Kenda - Marino Legovič) - 12. mesto (1.927 telefonskih glasov)

### Festival slovenskega šansona
- 2010: Mačje življenje (Marino Legovič/Vesta Vanell/Marino Legovič)
- 2011: Portret (Jaka Pucihar, Marino Legovič/Leon Oblak/Jaka Pucihar, Marino Legovič)

## Diskografija

### Albumi
| Leto                | Album                                                         | Skladbe |
| ------------------- | ------------------------------------------------------------- | --- |
| 2007 (posneto 2006) | Nihče ne ve ... (Anika Horvat in Big Band RTV Slovenija)      | - Nihče ne ve (F. Horvat, D. Mislej, L. Krajnčan) - Kar naenkrat je tu (M. Sepe, M. Brosche, M. Sepe) - Vzameš me v roke (M. Sepe, M. Košuta, L. Krajnčan) - Po sledeh davnih dni (S. Flaherty, T. Ažman, P. Greblo) - Glas stare ure (J. Robežnik, G. Strniša, L. Krajnčan) - Samo nasmeh je bolj grenak (J. Privšek, E. Budau, L. Krajnčan) - Kakor ženska (J. Robežnik, D. Velkaverh, L. Krajnčan) - Ples v mesečini (V. Morrison, D. Velkaverh, L. Krajnčan) - Belo nebo (P. Greblo, D. H. Kenda, P. Greblo) - Ljubezen je kot mavrica (F. Horvat, T. Guzej, L. Krajnčan) - Ta noč je moja (J. Bončina, B. Kastelic, L. Krajnčan) - Jesen je (F. Horvat, F. Horvat, P. Greblo) - Lahko noč, Piran (M. Legovič, D. Mislej, L. Krajnčan) |
| 2014                | Ljubezen je kot mavrica (Big Band in Simfoniki RTV Slovenija) | - Samo ti (R. Bučar/R. Bučar/J. Pucihar) - Ne čakaj na maj - Ko gre tvoja pot od tod - Vzameš me v roke - Belo nebo - Kar naenkrat je tu - Ljubezen je kot mavrica - Mačje življenje - Orion - Nihče ne ve - In situ - Lahko noč, Piran - Portret - V Ljubljano - Ura brez kazalcev - Glas stare ure - Ta noč je moja - Naravno Bonus - Valovi - Striček Milivoj |

- 1989: Pomlad in še kaj (gramofonska plošča, kaseta, Helidon) (COBISS) (COBISS)
- 1993: Pridi, pridi, čakam te (kaseta, Corona) (COBISS)
- 1993: Nisem premlada (kaseta, Corona)
- 1996: Lahko noč, Piran (ZKP RTV)
- 1998: Ura brez kazalcev (RTV) (COBISS)
- 2002: Čutim, da živim (Menart) (COBISS)
- 2007: Nihče ne ve – z Big Bandom RTV Slovenije (ZKP RTV) (COBISS)
- 2013: Od Pike do Acota (Gong records) (COBISS)
- 2014: Ljubezen je kot mavrica – z Big Bandom in Simfoniki RTV Slovenije (ZKP RTV) (COBISS)
- 2019: Ko se prebuja dan (samozaložba) (COBISS)

### Pesmi
- 2003: "Kdo si ti" – s Klemnom Klemnom
- 2008: "Moja pesem" – z Zlatanom Čordićem - Zlatkom
- 2009: "Lepo je deliti" – s Slavkom Ivančićem
- 2011: "Superstar"
- 2014: "Hej"
- 2015: "Z roko v roki" – s Kevinom Koradinom
- 2016: "Nočem bit sama"

### Uspešnice
- Predala se ne bom (Matjaž Zupan/Matjaž Zupan) (1999)
- Tega se ne sme (Jure Havliček/Ana Anika Horvat/Jure Havliček) (2001)
- Nisem cvet (Jan Plestenjak/Jan Plestenjak/Jan Plestenjak, Matjaž Zupan) (2002)
- Nisva dober par (Rok Lunaček/Rok Lunaček/Matej Wolf, Matjaž Zupan) (2002)
- Še enkrat s tabo (Ana Anika Horvat, Jure Havliček/Ana Anika Horvat/Jure Havliček) (2002)
- Vroče (Jure Havliček/Ana Anika Horvat/Jure Havliček) (2002)
- Kje si (Marino Legovič/Damjana Kenda Hussu/Marino Legovič) (2004)
- Belo nebo/Do neba (Patrik Greblo/Damjana Kenda Hussu/Patrik Greblo) (2006)
- In situ (Marino Legovič/Damjana Kenda Hussu/Gregor Forjanič) (2011)
- Med dvema ognjema (Patrik Greblo/Damjana Kenda Hussu) (2014)